# Carlos Castro Medina
Carlos Castro Medina (n. Guayaquil, Guayas, Ecuador; 31 de agosto de 1987) es un futbolista ecuatoriano. Juega de defensa central y su equipo actual es Guayaquil City de la Serie A de Ecuador.

## Trayectoria
Empezó su carrera futbolística en el equipo cementero en el año 2004, se formó e hizo las formativas en su ciudad natal, la sub-14, la sub-16, la sub-18 en 2003. Posteriormente subió a la sub-20 y luego en el equipo principal de Rocafuerte Fútbol Club. Tuvo un paso por el Centro Deportivo Olmedo de la Serie A, en la temporada 2006.
Al finalizar el préstamo volvió a Rocafuerte y posteriormente fue traspasado al Deportivo Cuenca, donde permaneció todo el año 2007, el vínculo con el equipo de Rocafuerte lo mantuvo hasta la finalización de su contrato en 2013. Logró disputar algunas campañas en Serie B con el equipo guayaquileño incluyendo el descenso en 2012.
En condición de libre llegó al Club Sport Patria de la Segunda Categoría de Guayas, disputó varios torneos provinciales, en algunas ocasiones los zonales de ascenso, siendo pieza clave en el club hasta 2017. En 2018 es contratado por Guayaquil City y bajo el mando de Pool Gavilánez tuvo su debut en el primer equipo el 26 de febrero de 2018, en el partido de la fecha 2 de la primera etapa 2018 ante Liga Deportiva Universitaria, fue titular aquel partido que terminó en victoria alba por 2–1.
En la temporada 2019 estuvo en el Atlético Porteño de la Serie B donde marcó su primer gol en la categoría el 9 de junio de 2019 en la fecha 14 del torneo, convirtió el primer gol con el que Porteño venció a Gualaceo Sporting Club como visitante por 1–2. También disputó algunos juegos de la Copa Ecuador.
En 2020 regresa a Guayaquil City para disputar la LigaPro Banco Pichincha. A nivel de selecciones juveniles formó parte de la selección sub-20 en el campeonato de la categoría en 2007 que se realizó en Paraguay.

## Estadísticas
- Actualizado al 4 de mayo de 2020.[6][7]

| Club             | Temporada     | Liga | Liga  | Copa | Copa  | Internacional | Internacional | Total | Total |
| Club             | Temporada     | PJ   | Goles | PJ   | Goles | PJ            | Goles         | PJ    | Goles |
| ---------------- | ------------- | ---- | ----- | ---- | ----- | ------------- | ------------- | ----- | ----- |
| Rocafuerte F. C. | 2004          | 14   | 0     | —    | —     | —             | —             | 14    | 0     |
| Rocafuerte F. C. | 2005          | 9    | 0     | —    | —     | —             | —             | 9     | 0     |
| Rocafuerte F. C. | 2008          | 16   | 2     | —    | —     | —             | —             | 16    | 2     |
| Rocafuerte F. C. | 2009          | 31   | 0     | —    | —     | —             | —             | 31    | 0     |
| Rocafuerte F. C. | 2010          | 42   | 2     | —    | —     | —             | —             | 42    | 2     |
| Rocafuerte F. C. | 2011          | 33   | 0     | —    | —     | —             | —             | 33    | 0     |
| Rocafuerte F. C. | 2012          | 7    | 0     | —    | —     | —             | —             | 7     | 0     |
| Rocafuerte F. C. | Total         | 152  | 2     | 0    | 0     | —             | —             | 152   | 2     |
| Olmedo           | 2006          | 37   | 0     | —    | —     | —             | —             | 37    | 0     |
| Olmedo           | Total         | 37   | 0     | 0    | 0     | —             | —             | 37    | 0     |
| Deportivo Cuenca | 2007          | 34   | 2     | —    | —     | —             | —             | 34    | 2     |
| Deportivo Cuenca | Total         | 34   | 2     | 0    | 0     | —             | —             | 34    | 2     |
| C. S. Patria     | 2013          | 27   | 6     | —    | —     | —             | —             | 27    | 6     |
| C. S. Patria     | 2014          | 10   | 2     | —    | —     | —             | —             | 10    | 2     |
| C. S. Patria     | 2015          | 8    | 4     | —    | —     | —             | —             | 8     | 4     |
| C. S. Patria     | 2016          | 13   | 3     | —    | —     | —             | —             | 13    | 3     |
| C. S. Patria     | 2017          | 23   | 5     | —    | —     | —             | —             | 23    | 5     |
| C. S. Patria     | Total         | 81   | 20    | —    | —     | —             | —             | 81    | 20    |
| Guayaquil City   | 2018          | 1    | 0     | —    | —     | —             | —             | 1     | 0     |
| Guayaquil City   | 2020          | 0    | 0     | 0    | 0     | —             | —             | 0     | 0     |
| Guayaquil City   | Total         | 1    | 0     | 0    | 0     | —             | —             | 1     | 0     |
| Atlético Porteño | 2019          | 20   | 1     | 1    | 0     | —             | —             | 21    | 1     |
| Atlético Porteño | Total         | 20   | 1     | 1    | 0     | —             | —             | 21    | 1     |
| Total carrera    | Total carrera | 325  | 25    | 1    | 0     | —             | —             | 326   | 25    |